# Совок

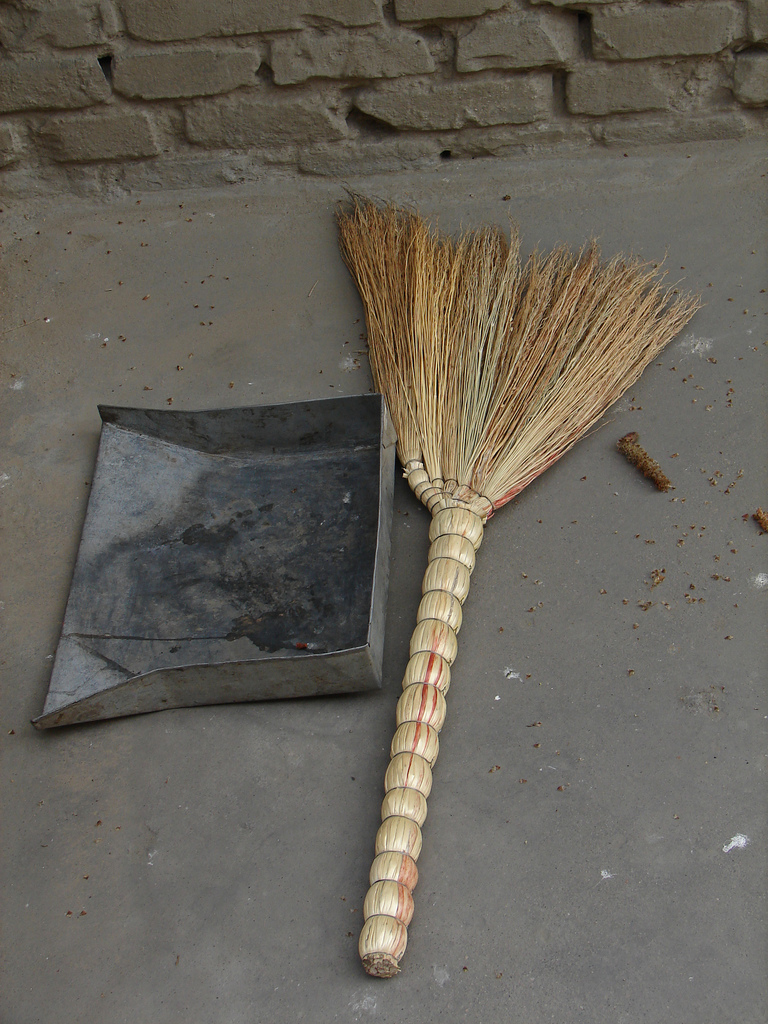
Віник і совок

Сово́к (від совати), діал. розм. шуфелька, шуфлі, смітярка — господарський інструмент у вигляді невеликої лопатки з загнутими догори бічними краями і невеликою ручкою. Використовується для зачерпування невеликої кількості сипучих тіл, для збору сміття при підмітанні тощо.